# مفاصل رصغية مشطية
المفاصل الرصغية المشطية أو مفصل ليسفرانك هي المفاصل المسطحة في القدم. المفاصل الرصغية المشطية تشمل العظم الإسفيني الأول والثاني والثالث والعظم النردي وعظام مشط القدم. سمي مفصل ليسفرانك على اسم جراح وطبيب أمراض النساء جاك سان مارتن دي ليسفرانك الذي عاش في الفترة مابين القرن الثامن عشر والتاسع عشر.
| Articulationes tarsometatarseae | Latin التفاصيل     |
| ------------------------------- | ------------------ |
| المعرفات                        |                    |
| p. 358                          | Gray's             |
| a_64/12161630                   | Dorlands /Elsevier |
| A03.6.10.601                    | TA                 |
| 71354                           | FMA                |

## الهيكل التنظيمي

### العظام
العظام التي تدخل في تكوينها هي العظم الإسفيني الأول والثاني والثالث والعظم النردي الذي يصل بينها وبين قاعدات عظام مشط القدم.
العظم المشطي الأول يتصل مع العظم الإسفيني الأول؛وتنحصر الثانية بعمق فيما بين العظم الإسفيني الأول و الثالث متصلا من خلال قاعدتها مع العظم الإسفيني الثاني؛والثالثة تتصل مع العظم الإسفيني الثالث أما الرابعة فمع العظم النردي والعظم الإسفيني الثالث وأخيراً الخامسة مع العظم النردي.
ترتبط العظام عن طريق الظهري و الأخمصي و الأربطة بين العظام.

### الأَرْبِطَةُ الظَّهْرانِيَّة\الظهرية
الأربطة الظهرانية هي أشرطة مسطحة قوية، يرتبط العظم المشطي الأول إلى العظم الإسفيني الأول بشريط عريض ودقيق. وأما الثانية فلديها ثلاثة، واحدة من كل عظم إسفيني. الثالثة لديها واحدة من العظم الإسفيني الثالث. الرابعة لديها واحدة من العظم الإسفيني الثالث و واحدة من العظم النردي و الخامسة لديها واحدة من العظم النردي.

### الأَرْبِطَةُ الأَخْمَصِيَّة
تتكون الأربطة الأخمصية من أشرطة طولية ومائلة، مرتبة بشكل أقل انتظاماً من الأربطة الظهرية، تلك العظام المشطية الأولى و الثانية هي الأقوى ترتبط العظام المشطية الثانية و الثالثة عن طريق أشرطة مائلة إلى العظم الإسفيني الأول، تتصل العظام المشطية الرابعة والخامسة عن طريق قليل من الألياف إلى العظم النردي.

### الأَرْبِطَةُ بَينَ العِظام
الأربطة بين العظام ثالثة:
- الأولى هي الأقوى، و تمر من السطح الجانبي للعظم الإسفيني الأول إلى الزاوية المجاورة للعظم المشطي الثاني.
- تربط الثانية العظم الإسفيني الثالث مع الزاوية المجاورة من العظم المشطي الثاني.
- تربط الثالثة الزاوية الجانبية من العظم الإسفيني الثالث مع الجانب المجاور لقاعدة العظم المشطي الثالث.

### غشاء زليلي
- الغشاء الزليلي بين العظم الإسفيني الأول و العظم المشطي الأول يشكل كيس مستقل.
- الغشاء الزليلي بين العظم الإسفيني الثاني والثالث بالخلف، و عظام مشط القدم الثانية والثالثة في الأمام، و هو جزء من الغشاء الزليلي الرصغي الكبير.
- اثنين من الإطالات موجهة إلى الأمام من الغشاء الزليلي، واحدة بين الجانبين المجاورين من الثانية والثالثة، و الأخرى بين عظام مشط القدم الثالثة والرابعة.
- الغشاء الزليلي بين العظم النردي و عظام مشط القدم الرابعة والخامسة يشكل كيس مستقل.
- ومن ذلك الإطالات موجهة بين عظام مشط القدم الرابعة والخامسة.

## الوظيفة
الحركات المسموح بها بين عظم الكعب وعظام مشط القدم تقتصر على مزلق طفيف في العظام على بعضها البعض.

## الأهمية السريرية
إصابة ليسفرانك شائعة بين الرياضيين.

## روابط إضافية
- المفاصل